# Plisków-Kolonia
Plisków-Kolonia – kolonia w Polsce położona w województwie lubelskim, w powiecie chełmskim, w gminie Leśniowice.
| SIMC    | Nazwa     | Rodzaj     |
| ------- | --------- | ---------- |
| 0105006 | Sztyjówka | przysiółek |

Wieś powstała w latach 1921–1930, wydzielona z gruntów wsi Plisków. W latach 1975–1998 miejscowość administracyjnie należała do województwa chełmskiego. 
Według Narodowego Spisu Powszechnego (III 2011 r.) kolonia liczyła 57 mieszkańców i była 21. co do wielkości miejscowością gminy Leśniowice.
Wierni Kościoła rzymskokatolickiego należą do parafii św. Jana Chrzciciela w Rakołupach.